# العلاقات النمساوية الكوبية
العلاقات النمساوية الكوبية هي العلاقات الثنائية التي تجمع بين النمسا وكوبا.

## مقارنة بين البلدين
هذه مقارنة عامة ومرجعية للدولتين:
| وجه المقارنة                                              | النمسا                                                    | كوبا                              |
| --------------------------------------------------------- | --------------------------------------------------------- | --------------------------------- |
| المساحة (كم2)                                             | 83.86 ألف                                                 | 109.88 ألف                        |
| عدد السكان (نسمة)                                         | 8.81 مليون                                                | 11.48 مليون                       |
| الكثافة السكانية (ن./كم²)                                 | 105.06                                                    | 104.48                            |
| العاصمة                                                   | فيينا                                                     | هافانا                            |
| اللغة الرسمية                                             | اللغة الألمانية، لغة الإشارة النمساوية ‏                   | اللغة الإسبانية                   |
| العملة                                                    | يورو، شلن نمساوي، رايخ مارك، شلن نمساوي                   | بيزو كوبي، بيزو كوبي قابل للتحويل |
| الناتج المحلي الإجمالي (بليون دولار)                      | 416.60 مليار                                              | 87.13 مليار                       |
| الناتج المحلي الإجمالي (تعادل القوة الشرائية) بليون دولار | 426.99 مليار                                              |                                   |
| الناتج المحلي الإجمالي الاسمي للفرد دولار أمريكي          | 43.77 ألف                                                 |                                   |
| الناتج المحلي الإجمالي للفرد دولار أمريكي                 | 47.68 ألف                                                 |                                   |
| مؤشر التنمية البشرية                                      | 0.885                                                     | 0.769                             |
| رمز المكالمات الدولي                                      | +43                                                       | +53                               |
| رمز الإنترنت                                              | .at                                                       | .cu                               |
| المنطقة الزمنية                                           | توقيت وسط أوروبا، ت ع م+01:00، ت ع م+02:00، أوروبا/فيينا ‏ | 00                                |

## منظمات دولية مشتركة
يشترك البلدان في عضوية مجموعة من المنظمات الدولية، منها:
| علم المنظمة | اسم المنظمة                   | تاريخ انضمام النمسا | تاريخ انضمام كوبا |
| ----------- | ----------------------------- | ------------------- | ----------------- |
|             | يونسكو                        | 13 أغسطس 1948       | 29 أغسطس 1947     |
|             | الاتحاد البريدي العالمي       | ?                   | ?                 |
|             | منظمة الشرطة الجنائية الدولية | ?                   | ?                 |
|             | الأمم المتحدة                 | 14 ديسمبر 1955      | 24 أكتوبر 1945    |
|             | الاتحاد الدولي للاتصالات      | 1866                | 16 يناير 1918     |
|             | منظمة حظر الأسلحة الكيميائية  | ?                   | ?                 |
|             | منظمة التجارة العالمية        | ?                   | ?                 |

## وصلات خارجية
- موقع وزارة الخارجية النمساوية
- موقع وزارة الخارجية الكوبية